# Fèlix de Nola
|  | Per a altres significats, vegeu «Fèlix de Nola (bisbe)». |

Fèlix de Nola (Nola, segle III - 255 o 303) va ser un prevere italià, venerat com a sant per l'Església catòlica.

## Vida
Les poques notícies existents les dona sant Paulí de Nola en els poemes que li dedica, escrits entre el 395 i 409. A més, Paulí el va tenir com a sant protector. També escriviren sobre ell Beda el Venerable, Agustí d'Hipona i Gregori de Tours, i el papa sant Damas I li dedicà un poema.
Segons ells, Fèlix va néixer a Nola al segle iii, fill d'un ric sirià que havia anat a Itàlia per qüestions de treball. Va fer-se sacerdot i va ajudar el bisbe de Nola Màxim. Durant les persecucions de cristians, va ser empresonat i, segons la llegenda, alliberat per un àngel.
Va tenir cura del bisbe, que s'havia refugiat i estava malalt. Fèlix mateix, quan va tornar a haver-hi persecucions, va fugir i es va amagar. En morir el bisbe, la comunitat cristiana va voler que Fèlix fos bisbe de Nola, però ell refusà tal dignitat, preferint continuar com a prevere la seva missió evangelitzadora. Va passar la resta de la seva vida vivint en pobresa absoluta.

## Llegendes
Quan va ser detingut pels soldats, va ser fuetejat, encadenat i empresonat, però un àngel hi aparegué i el va alliberar perquè ajudés el bisbe Màxim: les cadenes van caure i les portes van obrir-se i el sant va poder marxar. Els soldats van perseguir Fèlix per a tornar-lo a empresonar. Fèlix va amagar-se en una cova o pou i una aranya va teixir llavors la seva teranyina sobre l'obertura; en arribar-hi els soldats i veure la teranyina, ja no van mirar a dintre. Així, Fèlix va escapar. La persecució va acabar l'any següent i Fèlix, que havia estat amagat en un pou sec durant sis mesos, va tornar a les seves tasques.
Durant la persecució, els soldats van confiscar-li els béns. Per a poder sobreviure va treballar el camp, repartint-ne els fruits entre els pobres. Una nit, uns lladres van anar a robar-li l'horta; en arribar, però, una força els va fer passar la nit treballant al camp; en arribar el dia, Fèlix els va veure i els agraí la feina feta. Els lladres van confessar-li la intenció que els havia portat, avergonyits, però van ser perdonats i van marxar.

### El gat de la Felissa
Conta la llegenda que una marquesa que es deia Felissa, quan era un nadó, una rata va enfilar-se al seu bressol i la va començar a rosegar. Quan la rata ja se li havia menjat una orella, els plors de la petita Felissa van atraure un gat, el qual es va llançar damunt la rata i la va matar. Aquell incident va fer que la noble dama tingués una debilitat especial pels gats, als quals creia que devia la vida. Per això, quan va morir va deixar una gran fortuna en profit d'aquests animals.

## Veneració

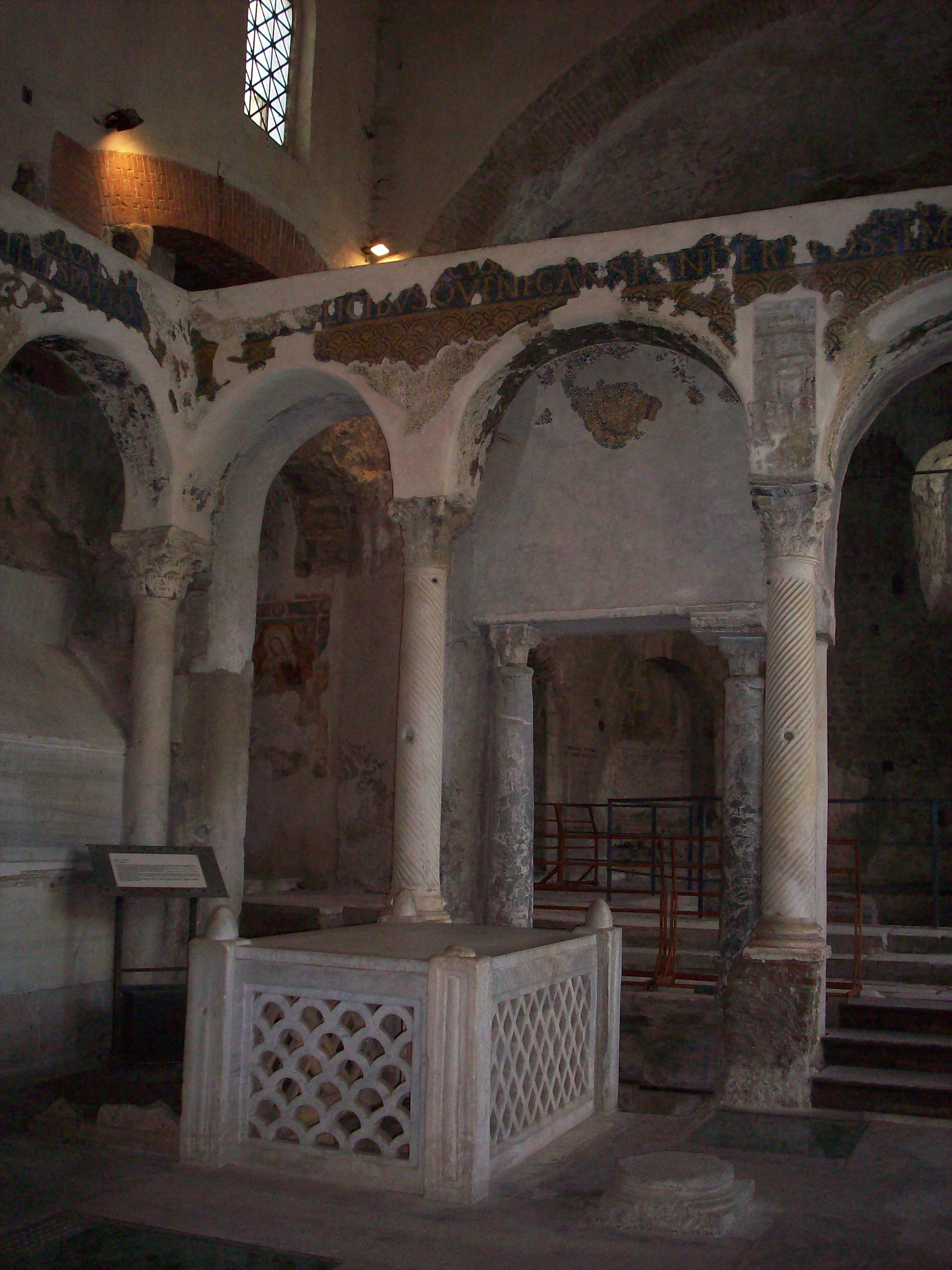
Basílica paleocristiana de Cimitile: l'ara del centre és la tomba de Fèlix de Nola.

Encara que no va ser mort, és reconegut com a màrtir pels nombrosos patiments que va passar durant la seva vida. El seu cos va ser sebollit a la basílica de Cimitile i el seu sepulcre es convertí en comptes de peregrinació: la seva tomba va ser anomenada "Ara Veritatis", perquè hom deia que podia indicar si el testimoni que s'hi donava era veritable.. A Roma li fou consagrada una basílica.
La seva festivitat es va fixar el 14 de gener. Els camperols de Nola invoquen sant Fèlix com a protector del bestiar.

### Patronatge a Barcelona
Diu Joan Amades que aquest sant també és venerat com a sant patró dels gats. Hom li demana que no es tornin rabiosos, que no mosseguin, ni esgarrapin, ni fugin de casa. Hom també l'invoca contra les febres i els humors picants.
A la catedral de Barcelona es va instituir una capella del claustre com a casa dels gats, i la gent hi anava a deixar els gats que no volia. A la capella hi havia una imatge de sant Fèlix de Nola, que sempre estava rodejada de gats de tota mena.

## Desdoblament del sant
A partir de la seva figura, es va donar una duplicació que va donar origen a un fictici bisbe màrtir del segle i, també anomenat Fèlix de Nola, que va assolir tanta difusió com el sant original, barrejant en la seva llegenda elements de la del prevere. Va ser inclòs al santoral, festejant-se el 15 de novembre.
També, arran de la construcció d'una església en honor seu al Pinci, a Roma, es va elaborar una llegenda que va donar lloc a una altra personalitat: sant Fèlix "in Pincis".